# Караповые
Караповые (лат. Carapidae) — семейство лучепёрых рыб из отряда ошибнеобразныx. В составе семейства 36 видов, которые объединяются в 8 родов. Представители семейства распространены почти исключительно в прибрежных водах тропических и субтропических морей, и лишь 2—3 вида населяют умеренно теплые воды, а один вид — пресные воды. Обычно они встречаются на мелководье, но некоторые виды спускаются на глубину до 1500 м. В длину обычно не превышают 15 см и только два вида (Echiodon drummondi, Carapus parvipinnis) достигают 30 см, длина тела Echiodon cryomargarites превышает 40 см. В России не встречаются.

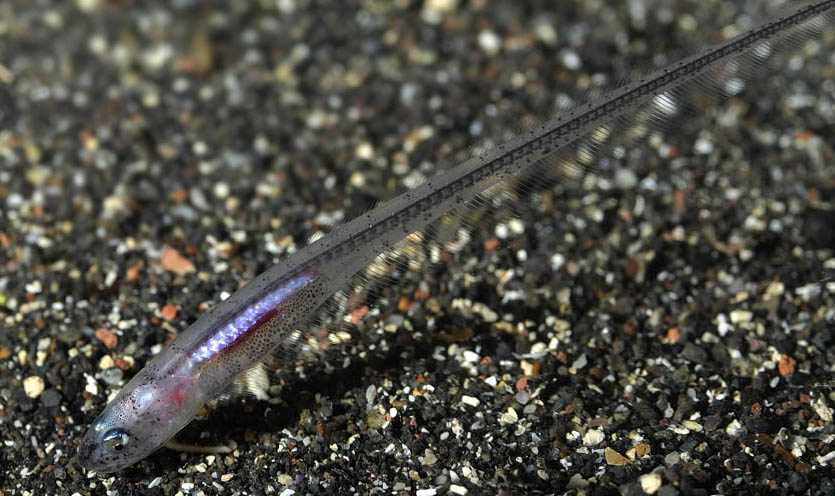
Carapus acus

## Классификация
В составе семейства выделяют три подсемейства с 8 родами и 36 видами:
- Подсемейство Carapinae
  - Род Carapus — Карапусы — 5 видов; комменсалы
  - Род Echiodon — Эхиодоны — 13 видов; свободноживущие
  - Род Encheliophis — Энхелиофисы, или рыбы-жемчужницы — 7 видов; паразитические
  - Род Onuxodon — Онуксодоны — 3 вида; комменсалы
- Подсемейство Pyramodontinae. Распространены в тропипеских и субтропических водах всех океанов от Японии и Мексиканского залива на севере до Новой Зеландии и Чили на юге. Верхняя челюсть выдвижная.
  - Род Eurypleuron — 2 вида
  - Род Pyramodon — Пирамидоны — 4 вида, имеются брюшные плавники
  - Род Snyderidia — Снайдеридии — монотипический, брюшные плавники отсутствуют; свободноживущие
- Подсемейство Tetragondacninae с одним родом и одним видом выделено на основании описания единственного экземпляра, выловленного у берегов Суматры на глубине 500 м. Тело покрыто чешуёй. Отсутствуют зубы на верхней челюсти[4].
  - Род Tetragondacnus